# Državna cesta D123
D123 je državna cesta u Hrvatskoj. 
Nalazi se na otoku Mljetu i jedna je od dvije državne ceste na otoku. Cesta spaja trajektnu luku Sobra s državnom cestom D120.
Ukupna duljina ceste je 1,1 km.